# Bikkfanyelv
Bikkfanyelv – az adott nyelvet nem ismerő számára az anyanyelvétől lényegesen eltérő nyelv, illetve beszéd, amely kellemetlenül hangzik, és a megtanulása nehézségeket okoz. Aki bikkfanyelvet használ, az valójában értelmetlenül beszél, vagy/és súlyosan beszédhibás.
A bikkfanyelv (fő)hivatali találmány, már a rómaiak is jól ismerték (v.ö.: Római jog). A bikkfanyelv lényege minden felelősség elhárítása a nyelvtan mindent eltűrő eszközeivel. Aminek meg kéne történnie, de nem nem történik meg, azért valami „izé” a felelős. Mindehhez nem kell más, mint a fogalmazással hétköznapi ember számára az érthetetlenségig fokozott hókuszpókusz.
Pl.: „ezek valami bikkfanyelven karattyoltak”.
Különböző magyar állami hivatalok és magáncégek ... képtelenek úgy fogalmazni, hogy azt megértsék a fogyasztóik, illetve azok az adófizetők, akiknek a létezésüket köszönhetik.

## Kapcsolódó szócikk
- Halandzsa